# Bussac-sur-Charente
Bussac-sur-Charente ist eine westfranzösische Gemeinde mit 1.313 Einwohnern (Stand: 1. Januar 2022) im Département Charente-Maritime in der Region Nouvelle-Aquitaine. Sie gehört zum Arrondissement Saintes und ist Mitglied im Gemeindeverband Saintes - Grandes Rives - L’Agglo. Die Einwohner werden Bussacais und Bussacaises genannt.

## Geografie

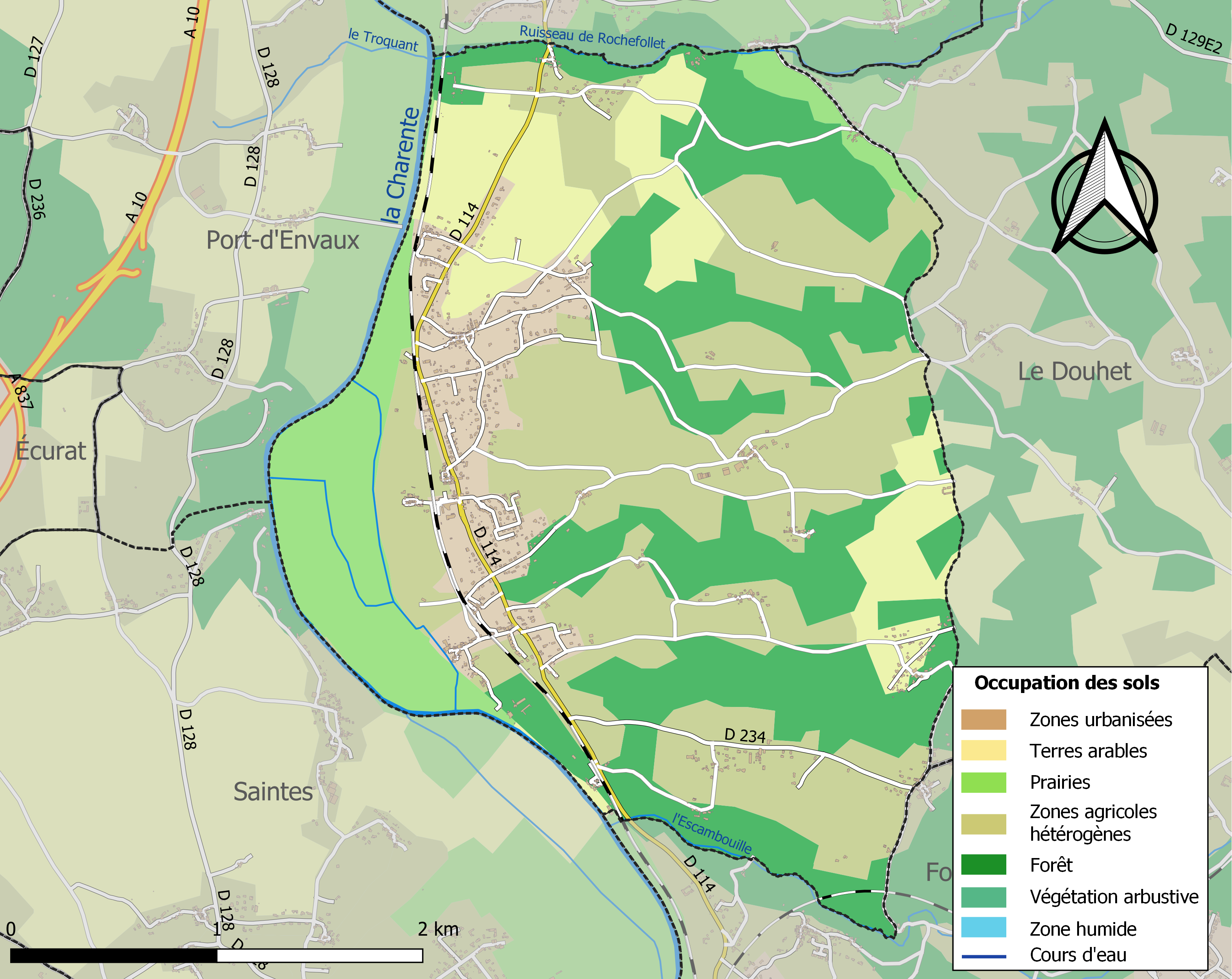
Bodennutzung, Hydrografie und Infrastruktur der Gemeinde

Bussac-sur-Charente liegt in der ehemaligen Provinz Saintonge am rechten Ufer der Charente, etwa fünf Kilometer nördlich von Saintes. Das Gebiet der Gemeinde wird außer von der Charente von zwei ihrer Nebenflüsse bewässert. Der Ruisseau de Rochefollet begrenzt es im Norden, das Flüsschen Escambouille im Süden. Das Gemeindegebiet ist Teil des Natura 2000-Schutzgebiets „Moyenne vallée de la Charente et Seugnes et Coran“ (FR5400472), des Natura 2000-Schutzgebiets „Vallée de la Charente moyenne et Seugnes“ (FR5412005) und von vier ZNIEFF-Naturgebieten. Etwa 60 % der Fläche der Gemeinde werden landwirtschaftlich genutzt, etwa 30 % sind bewaldet.
Umgeben wird Bussac-sur-Charente von den Nachbargemeinden Saint-Vaize im Norden, Le Douhet im Osten, Fontcouverte im Süden und Südosten, Saintes im Süden sowie Port-d’Envaux im Westen.

## Bevölkerungsentwicklung
| Jahr                       | 1962 | 1968 | 1975 | 1982 | 1990 | 1999 | 2006 | 2013 | 2020 |
| Einwohner                  | 525  | 602  | 662  | 860  | 989  | 1123 | 1238 | 1314 | 1282 |
| Quellen: Cassini und INSEE |      |      |      |      |      |      |      |      |      |

## Sehenswürdigkeiten
- Romanische Kirche Notre-Dame de l’Assomption aus dem 14. Jahrhundert (siehe auch: Liste der Monuments historiques in Bussac-sur-Charente)
- Schloss Bussac aus dem 17. Jahrhundert (in Port-Berteau)

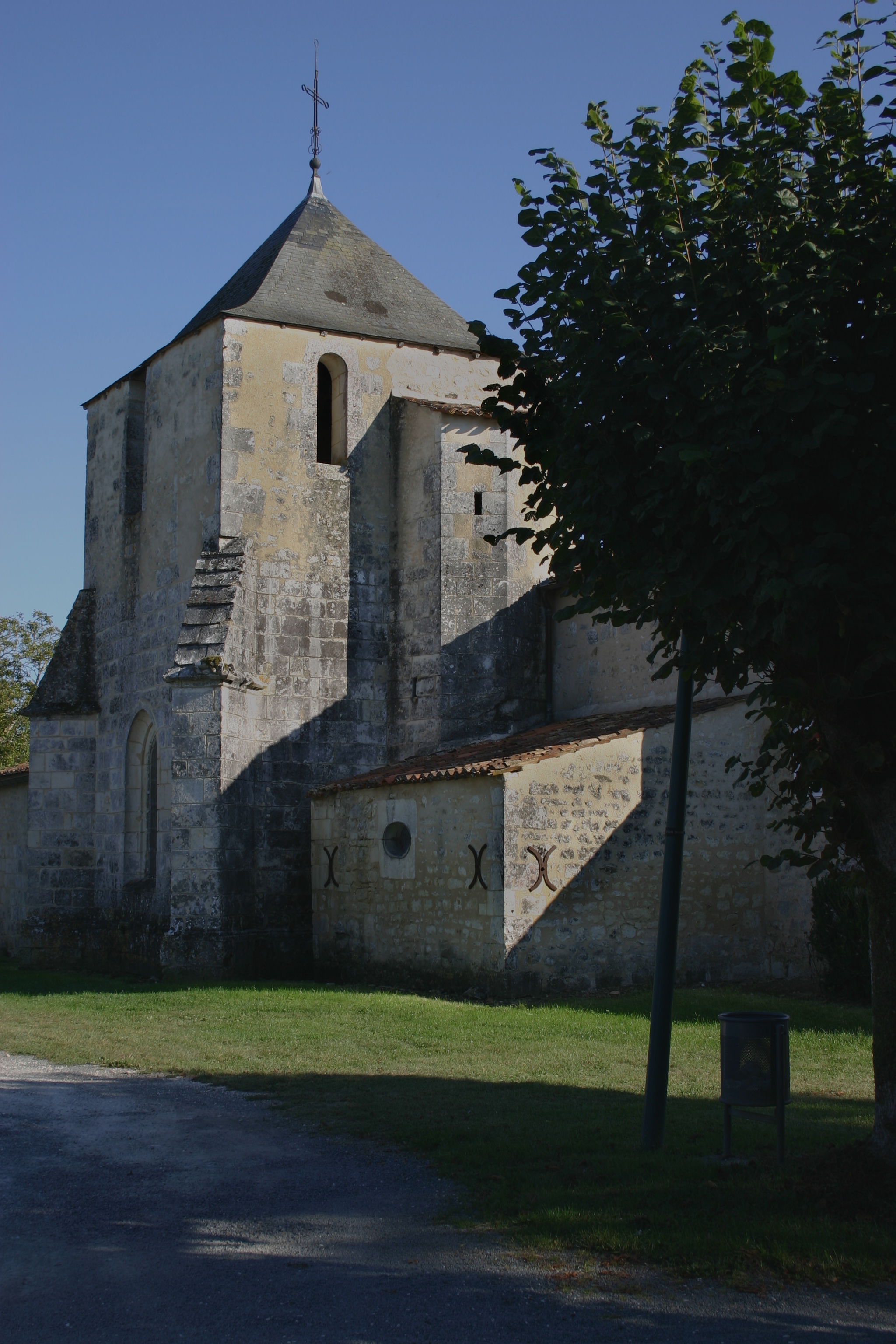
Kirche Notre-Dame de l’Assomption
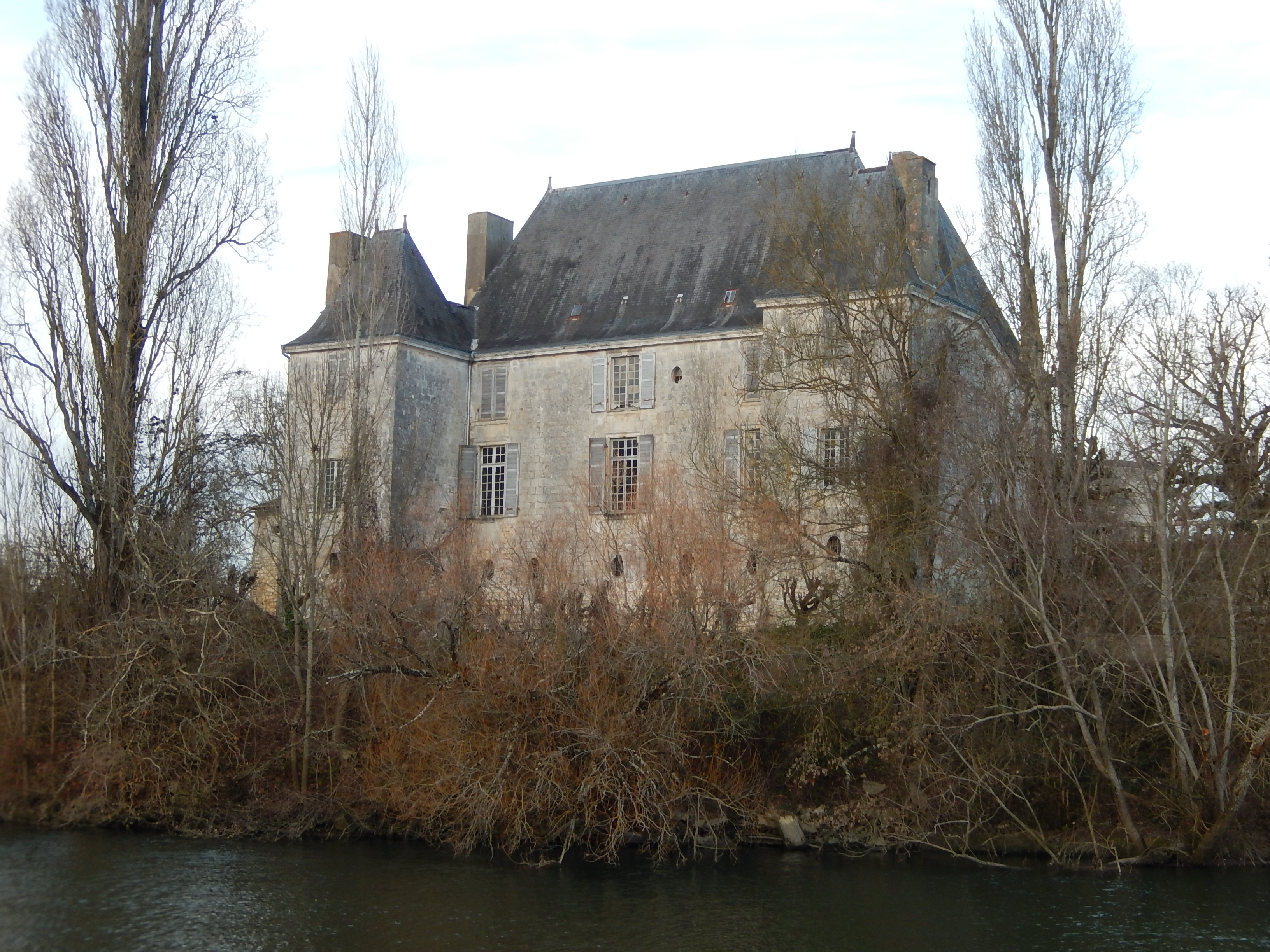
Schloss Bussac

## Verkehr
Die Departementsstraße 114 durchquert die Gemeinde von Nord nach Süd und verbindet sie mit Saint-Savinien über Saint-Vaize im Norden und mit Saintes im Süden.
Die Bahnstrecke Chartres–Bordeaux verläuft entlang der Charente und durchquert das Gemeindegebiet ohne Haltepunkt.

## Gemeindepartnerschaften
Mit der schweizerischen Gemeinde Oron-la-Ville im Kanton Waadt besteht eine Partnerschaft.